# Pál Járdányi
Pal Jardanyi (født 30. januar 1920 i Budapest, Ungarn, død 29. juli 1966) var en ungarsk komponist, professor, lærer, musikolog, kritiker, pianist og violinist.
Jardanyi studerede klaver og violin i sin ungdom. Han studerede senere komposition på Musikkonservatoriet i Budapest, hos Zoltan Kodaly. Jardanyi har skrevet en symfoni, sinfonietta, orkesterværker, kammermusik, symfoniske digtninge, klavermusik. Han underviste som professor og lærer i komposition på Musikkonservatoriet i Budapest. Han var musikkritiker i årene (1943-1949).

## Udvalgte værker
- Symfoni (i fem satser) "Vörösmarty" (1952) - for stort orkester
- Harpekoncert (1959) - for harpe og orkester